# Pankova, Brodî
Pankova (în ucraineană Панькова) este un sat în comuna Stanislavciîk din raionul Brodî, regiunea Liov, Ucraina.

## Demografie
Componența lingvistică a localității Pankova
     Ucraineană (100%)
Conform recensământului din 2001, toată populația localității Pankova era vorbitoare de ucraineană (100%).